# Nitokra spinipes
Nitokra spinipes är en kräftdjursart som beskrevs av Boeck 1865. I den svenska databasen Dyntaxa används istället namnet Nitocra spinipes. Enligt Catalogue of Life ingår Nitokra spinipes i släktet Nitokra och familjen Ameiridae, men enligt Dyntaxa är tillhörigheten istället släktet Nitocra och familjen Ameiridae. Arten är reproducerande i Sverige.

## Underarter
Arten delas in i följande underarter:
- N. s. armata
- N. s. orientalis
- N. s. spinipes